# 酮醇

酮醇

酮醇，或称α-羟基酮，偶姻，是具有右图所示结构的有机化合物。
酮醇可通过以下途径合成：
- 酮醇缩合反应
- 安息香缩合反应
- Rubottom氧化反应
- MoOPH氧化反应等

还原酮醇得到二醇，氧化酮醇则得到二酮。